# 樂多多集團
樂多多世界股份有限公司（英文縮寫LEDODO，簡稱樂多多集團），是一家臺灣的連鎖餐飲事業集團企業。

## 歷史

### 企業發展
- 2016年，肉多多集團成立第一家直營店松山健康店。
- 2019年，集團啟動國際化布局，選定馬來西亞為海外第一站，開在吉隆坡的「肉多多」火鍋，11月22日開幕。[2]
- 2020年，成軍三週年，締造「台灣餐飲發展單一品牌直營店最快」、「開店營運成功率」、「單一品牌年營業額最快破10億」，和「最高全台店長職缺最多的餐飲集團」多樣話題。[3]
- 2021年，5月4日起「肉多多集團」更名為「樂多多集團」，公司營業登記也同時變更為「樂多多世界股份有限公司」。[4]
- 2021年5月，樂多多集團林少鈞董事長宣布，若員工在工作場合中染疫無法工作，集團將每月提供3萬元薪資直到身體康復；如果病情嚴重到影響生計，將動用自己長期每年捐出來的董事長年薪，同樣是每月給薪3萬元，來照顧因病無法工作的同仁一輩子。[5]
- 2021年9月，推出鍋物品牌「狂一鍋」，將排骨酥、臭豆腐、生炒花枝等台灣經典小吃化身為湯底，以中和為起點，持續拓展至雙北、新竹、台中與高雄等城市。[6]
- 2021年11月，1111人力銀行「幸福企業」，樂多多集團獲得「幸福金獎」與「特別獎」雙冠殊榮。[7]
- 2022年7月，「網路溫度計」的大數據分析調查，肉多多在連鎖火鍋品項中勇奪「網路聲量」與「星等排行」雙冠。[8]
- 2022年8月，第50家肉多多插旗台南新仁，樂多多集團再啟全台聯合招募。[9]
- 2023年2月，肉多多蟬聯「網路溫度計」網路聲量雙冠。[10]
- 2023年9月，《DailyView網路溫度計》透過《KEYPO大數據關鍵引擎》，調查出了價位在2,000元以下，網友熱議的十大高CP值鐵板燒餐廳，明水然 ‧ 樂 與明水然分列第1&3名。[11]
- 2023年11月，網路聲量第一的「肉多多」及其姊妹品牌「狂一鍋」的招牌湯底，進軍便利商店通路獨家販售。[12]
- 2023年11月，獲利漂亮，粗估明年EPS上看150元，樂多多集團撥預算投入ESG不遺餘力，旗下品牌肉多多再次獲幸福企業餐飲金獎肯定。[13]
- 2024年5月，疫情後再啟海外布局，樂多多集團2024下半年插旗日本、香港、新加坡。[14]
- 2024年5月，火鍋一哥「肉多多」連續三年網路聲量雙冠。[15]
- 2024年9月，明水然樂首間海外店插旗日本東京。[16]
- 2025年1月，集團旗下多品牌入駐 打造西門町「樂多多美食一層樓」。[17]
- 2025年1月，台灣火鍋霸主「肉多多」連續四年網路聲量雙冠。[18]
- 2025年2月，《DailyView網路溫度計》透過《KEYPO大數據關鍵引擎》，調查出了價位在2,000元以下，網友熱議的十大高CP值鐵板燒餐廳，明水然 ‧ 樂連續三年網路聲量奪冠。[19]

## 旗下品牌餐廳
- 肉多多火鍋
- 明水然無菜單鐵板燒
- 狂一鍋(新台式火鍋)
- 明水然 ‧ 樂 無菜單鐵板燒

## 外部連結
- 肉多多火鍋(台灣)官方網站（页面存档备份，存于）（繁體中文）